# Список томів манґи «Крутий учитель Онідзука»
«Крутий учитель Онідзука» — японська серія манґи, написана та ілюстрована Тору Фудзісавою, виходила у журналі Kodansha Weekly Shōnen Magazine з 8 січня 1997 по 13 лютого to February 13, 2002. Глави манґи було видано у 25 танкобонах на імпринті Kodansha «Shōnen Magazine Comics», що виходили з 16 травня 1997 по 17 квітня 2002. Пізніше Kodansha перевидали манґу у 12 бункобонах у період з 12 вересня 2017 по 14 лютого 2018.
У Північній Америці манґа була ліцензована видавництвом Tokyopop у 2001 році. Двадцять п'ять томів виходили у період з 23 квітня 2002 по 9 серпня 2005. З 2 лютого 2022 року Kodansha USA перевидає манґу у цифровому форматі.